# ريان كوكرين (لاعب كرة قدم)
ريان كوكرين (بالإنجليزية: Ryan Cochrane)‏ هو لاعب كرة قدم أمريكي، ولد في 8 أغسطس 1983 في بورتلاند في الولايات المتحدة. شارك مع منتخب الولايات المتحدة تحت 20 سنة لكرة القدم. أما مع النوادي، فقد لعب مع سان خوسيه إيرثكويكس ونيو إنجلاند ريفولوشن وهيوستن دينامو.

## وصلات خارجية
- ريان كوكرين على موقع الدوري الأمريكي (الإنجليزية)
- ريان كوكرين على موقع قاعدة بيانات كرة القدم.إي يو (الإنجليزية)